# St. Michaelsvereinigung
Die St. Michaelsvereinigung (auch St. Michaelswerk) ist eine nach dem Erzengel Michael benannte religiöse Gemeinschaft in der Schweiz; von der Lehre her handelt es sich um eine Freikirche mit einem dem Römischen Ritus ähnlichen Kult.
Sie wurde von Paul Kuhn (1920–2002), einem Gärtner und Lehrer der Coué-Methode der Autosuggestion, und dem Medium Maria Gallati (1920–1988) gegründet. Nachdem Kuhn im Anschluss an eine Fahrt nach San Sebastián de Garabandal von Marienerscheinungen berichtet hatte, wurde Ende 1970 ein Zentrum in Dozwil eröffnet. Kuhn sah sich als Reinkarnation des Apostels Paulus, von Gott, Jesus und der Jungfrau Maria berufen. Kuhns Priesterweihe wurde von der katholischen Kirche nicht bestätigt. Kuhn liess sich von Michel Collin weihen, der sich selbst zum Papst ernannt hatte.
Kuhn sorgte für erheblichen Wirbel in der Presse, als er im Frühjahr 1988 apokalyptische Offenbarungen veröffentlichte. Angeheizt durch die Boulevardzeitung Blick kam es am fraglichen Wochenende im Mai 1988 zu Ausschreitungen gegen die St. Michaelsvereinigung, obwohl sich Kuhn kurz vorher in einer Pressemitteilung von seiner Aussage distanziert hatte.
Am 12. Oktober 1989 verkündeten die Deutschschweizer Bischöfe, dass sich die Anhänger der St. Michaelsvereinigung entscheiden müssten. Sie könnten nicht der offiziellen Kirche angehören und die Gottesdienste in Dozwil besuchen.
In einer etwa 2000 Personen fassenden Kirche in Dozwil zelebriert die St. Michaelsvereinigung regelmässig Gottesdienste mit Predigt und Messfeier. Die Vereinigung wird auf 3000 Anhänger geschätzt. Mitgliedschaft und Abgaben gibt es nicht. Die St. Michaelskirche wird davon finanziert, was die Menschen am Ausgang der Kirche in den Opferstock werfen und von einzelnen Spenden.
Die St. Michaelsvereinigung verbreitet aus Sicht der etablierten Kirchen eine Irrlehre über Gott und wird deshalb als "sekten-ähnliche" Organisation gesehen.